# Choleczyno (przystanek kolejowy)
Choleczyno (biał. Халечына, ros. Халечино) – przystanek kolejowy w miejscowości Choleczyno, w rejonie szczuczyńskim, w obwodzie grodzieńskim, na Białorusi.